# آلمنار
آلمنار (به اسپانیایی: Almenar) یک منطقهٔ مسکونی در اسپانیا است که در سگریا واقع شده‌است. آلمنار ۶۶٫۶ کیلومتر مربع مساحت دارد ۳۲۹ متر بالاتر از سطح دریا واقع شده‌است.